# Julius Janonis
Julius Janonis (ur. 4 kwietnia 1896 w Birżach, zm. 30 maja 1917 w Petersburgu) – litewski poeta i marksista.

## Życiorys
Urodził się w 1896 w Birżach. Od 1913 uczył się w gimnazjum w Szawlach, brał udział w działalności świtów, zaangażował się w ruch robotniczy i został marksistą. W czasie I wojny światowej przeniósł się do Woroneża i uczył się w gimnazjum litewskim. W 1916 przeniósł się do Petersburga i wstąpił tam do partii bolszewickiej. W latach 1916/1917 był więziony za działalność rewolucyjną w Petersburgu i w Witebsku. Po rewolucji lutowej został zwolniony z więzienia jako sekretarz Komitetu Okręgowego Litwy Rosyjskiej Socjaldemokratycznej Partii Robotniczej i jako korektor gazety Tiesa (Prawda). Ciężko chory na gruźlicę, popełnił samobójstwo.

## Twórczość
Janosis swoje pierwsze utwory pisał w wieku 14 lat, charakteryzowały je wtedy motywy natury, kłopotów, niesprawiedliwości społecznej oraz sprzeczności marzeń i rzeczywistości. Jego utwory z lat 1910–1913 były naznaczone wpływami Maironisa. W latach 1914–1917 Janonis były znany jako twórca poezji politycznej, poeta-agitator, twierdzący, że ówczesny system był zły i należało go zmienić. Pisał ekspresyjne wiersze dla dzieci, felietony i publicystykę. Tłumaczył również dzieła Aleksandra Puszkina i Aleksieja Kolcowa. Jego prace były publikowane m.in. po rosyjsku, łotewsku i po turkmeńsku.

## Upamiętnienie
W 1976 w Birżach powstał pomnik poety autorstwa V. Brėdikisa i K. Bogdonasa.